# Brief van Aristeas
De Brief van Aristeas is een geschrift uit de tweede eeuw voor het begin van onze jaartelling. Het is geschreven in het Grieks door een Jood uit de Joodse gemeenschap in Alexandrië in Egypte. Anders dan de naam doet vermoeden, gaat het vermoedelijk niet om een echte brief, maar is de briefstijl louter een literaire vorm.
De Brief van Aristeas is vooral bekend geworden vanwege de legende die het bevat over het ontstaan van de Septuagint. De Egyptische koning Ptolemaeus II Philadelphus zou een vertaling van de Tenach in zijn groeiende bibliotheek willen hebben. Daartoe liet hij zeventig (of tweeënzeventig) Joodse geleerden vanuit Jeruzalem naar Alexandrië komen, alwaar hij hen in aparte ruimten opsloot op het eiland Pharos, voor de kust van Alexandrië. In exact tweeënzeventig dagen vertaalden zij ieder afzonderlijk de Thora. Bij vergelijking bleken alle exemplaren exact overeen te komen.
Het doel van deze legende is duidelijk. Ze pleit voor het gezag van de Septuagint, als vertaling van de Joodse heilige boeken. Een vertaling die op zodanige wijze tot stand gekomen is, moet wel door God ingegeven zijn.
De legende uit de Brief van Aristeas vinden we in later tijd in meer uitgewerkte vorm bij de Joodse schrijvers Philo van Alexandrië en Josephus en bij de vroegchristelijke schrijvers Justinus de Martelaar en Irenaeus.
De brief van Aristeas wordt door ten minste één verslaggever als geheel of gedeeltelijk fictie beschouwd.